# Perth Glory Football Club 2010-2011
Questa voce raccoglie le informazioni riguardanti il Perth Glory Football Club nelle competizioni ufficiali della stagione 2010-2011.

## Stagione
Nella stagione 2010-2011 il Perth Glory ha disputato la A-League, massima serie del campionato australiano di calcio, terminando il torneo al decimo posto con 23 punti conquistati in 30 giornate, frutto di 5 vittorie, 8 pareggi e 17 sconfitte.

## Rosa
| N. |                        | Ruolo | Calciatore     |
| -- | ---------------------- | ----- | -------------- |
| 1  | Australia (bandiera)   | P     | Tando Velaphi  |
| 2  | Australia (bandiera)   | D     | Josh Mitchell  |
| 3  | Australia (bandiera)   | D     | Jamie Coyne    |
| 4  | Inghilterra (bandiera) | D     | Andy Todd      |
| 5  | Australia (bandiera)   | C     | Jamie Harnwell |
| 6  | Australia (bandiera)   | D     | Chris Coyne    |
| 7  | Australia (bandiera)   | C     | Jacob Burns    |
| 8  | Paesi Bassi (bandiera) | C     | Victor Sikora  |
| 9  | Inghilterra (bandiera) | A     | Robbie Fowler  |
| 10 | Australia (bandiera)   | A     | Michael Baird  |
| 11 | Serbia (bandiera)      | A     | Branko Jelić   |
| 12 | Australia (bandiera)   | D     | Scott Neville  |

| N. |                      | Ruolo | Calciatore         |
| -- | -------------------- | ----- | ------------------ |
| 13 | Australia (bandiera) | A     | Tommy Amphlett     |
| 14 | Scozia (bandiera)    | C     | Steven McGarry     |
| 15 | Australia (bandiera) | C     | Howard Fondyke     |
| 16 | Australia (bandiera) | C     | Adriano Pellegrino |
| 17 | Australia (bandiera) | C     | Todd Howarth       |
| 18 | Australia (bandiera) | D     | Brent Griffiths    |
| 19 | Australia (bandiera) | D     | Naum Sekulovski    |
| 20 | Australia (bandiera) | P     | Alex Pearson       |
| 21 | Australia (bandiera) | A     | Mile Sterjovski    |
| 22 | Australia (bandiera) | A     | Anthony Skorich    |
| 23 | Australia (bandiera) | C     | Andrija Jukic      |

## Statistiche

### Statistiche di squadra
| Competizione | Punti | In casa | In casa | In casa | In casa | In casa | In casa | In trasferta | In trasferta | In trasferta | In trasferta | In trasferta | In trasferta | Totale | Totale | Totale | Totale | Totale | Totale | DR  |
| Competizione | Punti | G       | V       | N       | P       | Gf      | Gs      | G            | V            | N            | P            | Gf           | Gs           | G      | V      | N      | P      | Gf     | Gs     | DR  |
| ------------ | ----- | ------- | ------- | ------- | ------- | ------- | ------- | ------------ | ------------ | ------------ | ------------ | ------------ | ------------ | ------ | ------ | ------ | ------ | ------ | ------ | --- |
| A-League     | 23    | 15      | 4       | 4       | 7       | 18      | 22      | 15           | 1            | 4            | 10           | 9            | 32           | 30     | 5      | 8      | 17     | 27     | 54     | -27 |
| Totale       | -     | 15      | 4       | 4       | 7       | 18      | 22      | 15           | 1            | 4            | 10           | 9            | 32           | 30     | 5      | 8      | 17     | 27     | 54     | -27 |